# Ruspolija
Ruspolija (lat. Ruspolia), biljni rod vazdazelenih polugrmova iz porodice primogovki smješten u podtribus Graptophyllinae, dio tribusa Justicieae, potporodica Acanthoideae. Sastoji se od 5 vrsta iz Afrike i Madagaskara  Tipična vrsta je Ruspolia pseuderanthemoides Lindau, sinonim za R. hypocrateriformis.

## Etimologija
Latinsko ime roda dolazi po princu Eugeniju Ruspoliju (1866.-1893.) talijanskom istraživaču, prirodoslovcu te botaničkog i zoološkog kolekcionara.

## Opis.
Grmoliko bilje ili grmlje. Cistoliti upadljivi, linearni. Lišće nasuprotno. Cvjetovi pojedinačni ili u cimulama od 3-7 cvjetova skupljenim u duge cimuse poput grozda. Čaška je duboko 5-režnjevita u 5 jednakih linearno-lancetastih ili nitastih režnjeva. Vjenčić obično crven, ali može biti losos-ružičaste boje, grimizan ili narančasto-crven, dlakav, ponekad žljezdast, izvana; cijev duga i linearna, gore razdijeljena na 5 podjednakih režnjeva koji se šire ili savijaju. Prašnici 2, s 1-tekusnim prašnicima, uključeni ili kratko izbačeni. Ovarij s 2 ovula po lokulusu. Čahura (2-)4-sjemena, batičastog oblika s čvrstim bazalnim dijelom poput peteljke. Sjemenke nose istaknute kukaste retinakule, bez higroskopnih dlačica.

## Vrste
1. Ruspolia australis (Milne-Redh.) Vollesen
2. Ruspolia decurrens (Hochst. ex Nees) Milne-Redh.
3. Ruspolia humbertii Benoist
4. Ruspolia hypocrateriformis (Vahl) Milne-Redh.
5. Ruspolia seticalyx (C.B.Clarke) Milne-Redh.